# Saco Rienk DeBoer
Saco Rienk DeBoer (Ureterp, 7 september 1883 – Denver (Colorado), 16 augustus 1974) was een Amerikaans landschapsarchitect en stedelijk planner van Nederlandse afkomst. Hij was de officiële landschapsarchitect van Denver van 1910 tot 1931. Hij heeft ook de eerste ontwerpen gemaakt voor Boulder City in Nevada.
Als landschapsarchitect heeft Saco Rienk DeBoer tientallen stadsparken en honderden privétuinen ontworpen. Als stedelijk planner heeft hij meegewerkt aan de eerste bestemmingsplannen van Denver, heeft hij geholpen met het ontwerp van de spoorwegen en heeft hij meegeholpen aan het ontwerpen van parken tegen de bergen aan. Hij was gedeeltelijk verantwoordelijk voor herkenbare plekken als de Botanische Tuinen van Denver en Red Rocks Amphitheatre.
DeBoer werkte ook veel buiten Denver. Hij werkte als consultant voor veel steden langs de Front Range – zoals Greeley, Grand Junction, Boulder, Golden, Longmont, Aurora, Fort Collins, en Englewood – en verder, zoals Scottsbluff, Nebraska; Brainerd, Minnesota; Ruidoso, New Mexico; Idaho Falls, Idaho; Boulder City, Nevada; en Glendive, Montana. Hij heeft ook gewerkt bij de National Resources Planning aan grotere ontwerpen, hij heeft tien jaar gewerkt aan bestemmingsplannen voor de staten Utah, New Mexico, en Wyoming.
Op grote schaal heeft Saco DeBoer bijgedragen aan de stedelijke ontwikkeling van het bergachtige westen van Amerika.
- International Standard Name Identifier: 0000 0000 2829 7580
- Library of Congress Control Number: n86085552
- Nederlandse Thesaurus van Auteursnamen: 100061826
- Système universitaire de documentation: 092877680
- Virtual International Authority File: 16250214
- WorldCat: E39PBJfCxm33XRPRJKpR9jfH4q